# Kotlina Sądecka
Kotlina Sądecka (513.53) – rozległa kotlina w południowo-wschodniej części województwa małopolskiego, położona na wysokości 280–300 m n.p.m.

## Topografia
Granice Kotliny Sądeckiej wyznaczają otaczające ją pasma górskie i pogórza: od północy Pogórze Rożnowskie, od wschodu Beskid Niski, od południa Beskid Sądecki (na który składają się m.in. Pasmo Jaworzyny i Pasmo Radziejowej), a od strony zachodniej i północno-zachodniej wzniesienia zaliczane do Beskidu Wyspowego oraz z Gorcami (przy ujściu Kamienicy Gorczańskiej do Dunajca). Kotlina Sądecka zajmuje powierzchnię ok. 300 km², z czego jej płaskie dno to ok. 80 km². Położona jest u spływu rzek Dunajca, Słomki, Popradu i Kamienicy Nawojowskiej. 

## Opis kotliny
Warunki klimatyczne i glebowe Kotliny Sądeckiej są korzystne dla rolnictwa, którego cechą charakterystyczną jest silnie rozwinięte sadownictwo. Pod rolnictwo zajęte zostały nie tylko doliny rzek, ale wkroczyło ono także na wierzchowiny pogórza. Częstym zjawiskiem na tym terenie jest wiatr halny występujący w ciągu całego roku. Miasta położone na dnie Kotliny to Nowy Sącz i Stary Sącz. Nowy Sącz dzięki korzystnemu położeniu komunikacyjnemu u zbiegu 7 dróg stał się dużym ośrodkiem miejskim. Grupą etnograficzną zamieszkującą Kotlinę Sądecką są Lachy Sądeckie.